# Рикошет (рестлер)
Тревор Манн (англ. Trevor Mann, род. 11 октября 1988 года) — американский рестлер. В настоящее время он выступает в All Elite Wrestling (AEW) под именем Рикоше́т (англ. Ricochet).
Рикошет также выступал в японском промоушне Dragon Gate (DG) и его американском филиале Dragon Gate USA (DGUSA). Он также выступал под именем Принц Пума в Lucha Underground, где стал первым в истории и первым двукратным чемпионом Lucha Underground. С 2010 по 2018 год Манн выступал в Pro Wrestling Guerrilla (PWG), где он является бывшим чемпионом мира и двукратным победителем турнира Battle of Los Angeles (BOLA), выиграв турниры в 2014 и 2017 годах. Манн также работал в промоушене Chikara из Филадельфии, Пенсильвания, выступая под маской Гелиоса.
После подписания контракта с WWE в 2018 году Рикошет победил Фабиана Айхнера в своем дебютном матче в NXT, а затем выступил на NXT TakeOver: New Orleans в матче за титул чемпиона Северной Америки NXT, который он в итоге завоевал четыре месяца спустя на NXT TakeOver: Brooklyn IV. Он проиграл титул Джонни Гаргано на NXT TakeOver: Phoenix в начале 2019 года. В феврале 2019 года Рикошет начал появляться в основном ростере, выступая на Raw и SmackDown. Это привело к тому, что он объединился с Алистером Блэком, выиграл четвёртый ежегодный турнир Dusty Rhodes Tag Team Classic, а затем завоевал свой первый титул в основном ростере — чемпиона Соединённых Штатом WWE. Рикошет покинул WWE в 2024 году, после чего подписал контракт с AEW.

## Карьера в рестлинге

### Lucha Underground (2014—2016)
В сентябре 2014 было сообщено, что Манн подписал контракт с Lucha Underground. Он стал носить маску и взял имя «Принц Пума». Его менеджером стал Коннан. В дебютом выпуске он бился с Джонни Мундо в мейн-ивенте, но проиграл. 7 января 2015 Пума победил 19 других рестлеров, чтобы выиграть в батл-рояле Aztec Warfare и стал первым чемпионом Lucha Underground. Первую защиту титула провёл 14 января в матче против Феникса. Затем у Пумы появилось соперничество против Кейджа, это привело к титульному матчу 25 марта, где Пума успешно защитил титул. На Ultima Lucha проиграл титул Милу Муэртесу. После неудачной попытки вернуть себе титул, он образовал команду с Реем Мистерио и Драгон Ацтека. Они выиграли чемпионство среди трио, но через неделю проиграли титулы Джеку Эвансу, Пи Джей Блэку и Джонни Мундо.
На Ultima Lucha Tres поставил свою карьеру на кон против титула Джонни Мундо. Принц Пума стал новым чемпионом. Но далее Пентагон использовал ранее выигранное чемпионство «Подарок богов» и победил Принца Пуму, став новым чемпионом Lucha Underground. По условию матча Принц Пума должен закончить карьеру в Lucha Underground.

## Личная жизнь
В ноябре 2021 года Манн подтвердил свои отношения с ринг-анонсером WWE Самантой Ирвин. 10 января 2023 года пара обручилась. У Манна также есть сын от предыдущих отношений.

## Титулы и достижения
- Chikara
  - Кубок молодых львов V (1 раз)[9]
- DDT Pro-Wrestling
  - Чемпион железных людей в хеви-металлическом весе (1 раз)[10]
- Dragon Gate
  - Чемпионство Open the Brave Gate (1 раз)[11]
  - Чемпионство Open the Dream Gate (1 раз)[12]
  - Чемпионство Open the Triangle Gate (1 раз) — с Симой и Драгон Кидом[13]
  - Чемпионство Open the Twin Gate (2 раза) — с Симой (1) и Наруки Дои (1)[14]
  - King of Gate (2013)[15]
- Dragon Gate USA
  - Чемпион Open the Freedom Gate (1 раз)[16]
  - Чемпион Open the United Gate (2 раза) — с Симой (1) и Масато Йосино (1)[17]
- House of Glory
  - Чемпионство HOG в тяжёлом весе (1 раз)[18]
  - HOG World Heavyweight Championship Tournament (2014)[19]
- Insanity Pro Wrestling
  - Чемпионство IPW в полутяжёлом весе (1 раз)[20]
  - Победитель турнира IPW Super Junior Heavyweight (2010)[21]
- Lucha Underground
  - Чемпионство Lucha Underground (2 раза)[22]
  - Чемпионство Lucha Underground среди трио (1 раз) — с Драгон Ацтека и Реем Мистерио[23]
  - Победитель Aztec Warfare (2015)[22]
  - Кубок Cueto (2017)[24]
- New Japan Pro-Wrestling
  - Командный чемпион IWGP в полутяжёлом весе (3 раза) — с Мэттом Сайдалом (2) и Рюске Тагучи (1)[25]
  - Командный чемпион 6-и человек NEVER в открытом весе (3 раза) — с Мэттом Сайдалом и Сатоси Кодзимой (1), Дэвидом Финли и Сатоси Кодзимой (1), и Хироси Танахаси и Рюске Тагути (1)[26]
  - Best of the Super Juniors (2014)[27][28]
  - Победитель Super Jr. Tag Tournament (2015) — с Мэттом Сайдалом[29]
- Pro Wrestling Guerrilla
  - Мировое чемпионство PWG (1 раз)[30]
  - Battle of Los Angeles (2014, 2017)[31]
- Pro Wrestling Illustrated
  - PWI ставит его под № 15 в списке 500 лучших рестлеров 2016[32]
- Revolution Pro Wrestling
  - Неоспоримое Британское командное чемпионство (1 раз) — с Ричем Суоном[33]
- SoCal Uncensored
  - Матч года (2013) с Ричем Суоном против DojoBros (Эдди Эдвардс и Родерик Стронг) и Янг Бакс (Мэтт Джексон и Ник Джексон) 9 августа[34]
  - Матч года (2016) с Мэтт Сайдалом и Уиллом Оспреем против Адама Коула и Янг Бакс (Мэтт Джексон и Ник Джексон) 3 сентября на PWG[35]
  - Рестлер года (2014)[36]
- World Series Wrestling
  - Чемпионство WSW в тяжёлом весе (1 раз)[37]
- Wrestling Observer Newsletter
  - Лучший хайфлаер (2011, 2014, 2015)[38]
  - Лучший приём года (2010, 2011): Double rotation moonsault[39]
  - Лучший хайфлаер десятилетия (2010-е)[40]
  - Самый недооценённый (2020, 2021)[41]
- WWE
  - Чемпионство Соединённых Штатов WWE (1 раз)[42]
  - Интерконтинентальный чемпион WWE (1 раз)[43]
  - Североамериканское чемпионство NXT (1 раз)[44]
  - Чемпион WWE Speed (1 раз, первый в истории)
  - Награда NXT за прорыв года (2018)[45]
  - Победитель Dusty Rhodes Tag Team Classic — с Алистером Блэком[46]
  - Победитель SmackDown World Cup (2022)